# アッポー
『アッポー』は、セガから1984年6月に発売されたアーケードゲーム。ジャンルはプロレスゲーム。開発元はサンリツ電気。

## ゲームシステム・解説
実在プロレスラーをモデルとしたデフォルメキャラクター8人中1人を選択し、CPUの操作する敵レスラー7人と戦い、勝ち進む。なお敵レスラーはランダムかつ永久に登場し（7試合目までは重複登場なし）、最終的に倒すボスやエンディングは存在しない。
3分3本勝負であり、原則3分以内に2本失うとゲームオーバーとなる。1本をプレイヤーが取る条件は、3カウントによるフォール勝ち、または場外戦でカウントされる20カウント以内にプレイヤーがリング内に生還し相手が場外に残った場合のリングアウト勝ちのいずれか。なお、ギブアップはゲームシステムになく、ギブアップによる勝敗もない。またプレイヤーが1本失う条件は、時間切れ、両者リングアウト、リングアウト負け、フォール負け、自身の反則攻撃で5カウントを数えられた場合。通常は2本先取でクリアとなるが「1本目か2本目のいずれかで1本を取り、もうひとつの本目で両者リングアウト」「1本目で3分時間切れ、延長として30秒が与えられた2本目での勝利」でもクリアとなる。1本目先取、2本目時間切れも「3分以内で2本失わない」にあてはまるが、これはゲームオーバーとして判定される。
レバーと3つのボタンとで基本技を発動し、特定の操作の後に続けてレバー・ボタン操作することで上位技が発動するほか、キャラクター固有の必殺技が設定されているなど、対人対戦機能こそないものの、後年の格闘ゲームのルーツともいえるゲームシステムを備えていた。
格闘技を主題にしたゲームだが体力ゲージはなく、代わりに攻撃を受けた際★マーク（＝ダメージスター）が表示される。白→黄色→赤の変化で自身や相手の残り体力のおおまかな判別が可能。これも「ピヨる」表現のルーツとして捉えられている。

## 基本操作
8方向レバーとボタン1（パンチ）、ボタン2（キック）、ボタン3（ホールド）で操作する
移動
8方向レバー（リング内、場外）でその方向へ歩く。ダッシュやジャンプなどの挙動は装備されていない。リングから場外へ出る場合はレバー下＋キックボタンまたはパンチボタン、場外からリングへ戻る場合はレバー上＋キックボタンまたはパンチボタンで行う。リング画面上部左右2箇所にあるコーナーポストへ上ることも可能で（その後ダイビングニードロップやTIGERMANのダイビングボディアタックを繰り出すことができる）、コーナーポスト下部に立ちレバー上でポストへ上る。ただしコーナーポストに立ち続けることは反則行為なのでレフェリーが5カウントまで数えると1本失う。コーナーポストから降りる場合はレバー下でリングへ降りる。
パンチ
相手の近くでパンチボタン。
キック
相手の近くでキックボタン。
ドロップキック
少し離れた間合いでキックボタン。
ボディスラム
相手の近くでホールド→パンチボタンまたは組んだ状態でパンチボタン。
ヘッドロック
ホールドボタン→ホールドボタンまたは相手をロープにふってホールドボタン→ホールドボタン。
ヘッドロックパンチ
ヘッドロックの体勢でパンチボタン。
ブルドッキングヘッドロック
ヘッドロックの体勢で自分の向いている方向にレバーを入れる。キックボタンで叩き付ける。
鉄柱攻撃（鉄柵攻撃）
リングの最下段か最上段、または場外でブルドッキングヘッドロックをかけ、キックボタンを押さずにいると、頭部をコーナーポスト（場外では鉄柵）に叩きつける。
相手を起こす
ダウン中の相手の腰のあたりでレバー下（しばらくの間、膝をついた状態で相手が固まる）。
ロープに振る
相手が膝をついた状態の時にパンチボタンまたは後ろからホールド→相手の方向にレバーを入れてパンチボタン。この操作を場外戦で行うと鉄柵に相手が衝突しダメージを与えることができる。
パイルドライバー
相手が膝をついた状態の時にホールドボタン→キックボタン。バックドロップを持たず、パイルドライバーを持つキャラクターは大事なダメージソースとなる。
ブレーンバスター
相手が膝をついた状態の時にホールド→レバーを自分の背中側に入れてパンチボタン。
バックドロップ
後ろからホールド→自分の背中側にレバーを入れてパンチボタン。パイルドライバーと違い、ダメージスターが白〜黄色の時に仕掛けても返し技を食らわない上、ヘッドロックで捕まっても返しのバックドロップで返せるため、この技を持つキャラクターと持たないキャラクターで攻略難度＆方法が変わるほどの便利な技。
エルボードロップ
相手ダウン時にほぼ重なってパンチボタン。
ニードロップ
相手ダウン時にほぼ重なってキックボタン。
フォール
相手ダウン時にホールドボタン。ただし、CPUの体力がない状態でプレイヤーが近くにいると、ボタンは関係なく自動でフォールする。離れていればフォールしない。
ダイビングニードロップ
相手がダウン時にコーナーポスト上よりキックボタン。
相手を場外に落として、ダウン時にリング内からキックボタン。
パイルドライバーリバース
自分のダメージスターが白か黄色の時のみ、相手にパイルドライバーを掛けられたら、自分の背中側にレバーを入れてパンチボタン。
返しのバックドロップ
ヘッドロックを掛けられたら、自分の背中側にレバーを入れてパンチボタン（バックドロップの使えないレスラーは不可）。
返しのロープ振り
ヘッドロックを掛けられたら、自分の前側にレバーを入れてパンチボタン。
返しのドロップキック
ロープに振られたら、自分が相手の前に返ってきたところでキックボタン（BABUは32文ロケット砲、BUCHIEは通常のキック）。

## キャラクターと固有必殺技
（）内はモデルとなる実在レスラー
1. G・BABU（ジャイアント馬場[要出典]）
  - 必殺技：ココナッツクラッシュ（ヘッドロックの体制でキックボタン）
  - 特殊技
    - ブレーンチョップ、水平チョップ（相手の近くでパンチボタン）
    - 16文キック（少し離れてキックボタン、またはロープに振ってギリギリまで引き付けてキックボタン）
    - 32文ロケット砲（ロープに振ってキックまたは相手にロープに振られてキック）
    - ボディプレス（相手ダウン時に少し離れてキック）

  - 特徴：動きが遅く耐久力が2番目に低いため、打たれ弱い。ただし、攻撃力は高い。癖があり、使いこなすのにテクニックが必要。
2. A・BUCHIE（アブドーラ・ザ・ブッチャー[要出典]）
  - 必殺技：ヘッドバット（ホールドボタン→キックボタン）
  - 特殊技
    - 地獄突き（相手の近くでパンチボタン）
    - 噛みつき（ホールドボタン→パンチボタン、パンチボタン押しっぱなしで噛み続ける。反則行為であるためレフェリーがカウントし、5カウントまで数えられると反則負けで1本失う）
    - 凶器攻撃（ヘッドロックの体制でパンチボタン）
    - フットスタンプ（場外で相手ダウン時にリングに上がってキックボタン）

  - 特徴：動きは普通、耐久力は高めだが攻撃力が低く、序盤戦で相手の体力を奪うのが難しい。そのため、時間切れになりやすいキャラクター。相手を起こした後連続で打撃技を繰り出せる唯一のキャラクター。
3. S・HANSON（スタン・ハンセン[要出典]）
  - 必殺技：ウエスタンラリアット（ロープに振ってパンチボタン）
  - 特殊技：無し
  - 特徴：動きと攻撃力は中くらい、耐久力はA・GIANTSに続いて高く、初心者向きのキャラクター。ただし、必殺技のラリアットの攻撃力は低い。全ての基本技を使うことができる。
4. H・HOGEN（ハルク・ホーガン[要出典]）
  - 必殺技：アックスボンバー（ロープに振ってパンチボタン）
  - 特殊技：無し
  - 特徴：HANSONとほぼ同じキャラクター。必殺技がアックスボンバーという違いがある。
5. A・INOKE（アントニオ猪木[要出典]）
  - 必殺技：延髄斬り（2歩離れてキックボタン）
  - 特殊技：無し
  - 特徴：動きと攻撃力は中、耐久力は低め。全ての基本技が使える。必殺技の延髄斬りはタイミングと距離を合わせてキックボタン一つで出る上、全技中最高レベルの攻撃力を持つ。
6. A・GIANTS（アンドレ・ザ・ジャイアント[要出典]）
  - 必殺技：ボディプレス（相手ダウン時に少し離れてキックボタン）
  - 特殊技
    - フットスタンプ（相手ダウン時に重なってキックボタン、失敗しても自爆しない）
    - ネックハンキングツリー（ロープに振って戻って来たら、ギリギリでホールドボタン→パンチボタン押しっぱなしで締め上げつづける）
    - ボディスプラッシュ（ロープに振って、相手方向にレバーを入れておく）

  - 特徴：動きは遅いが耐久力は最高。攻撃力も高め。ただし、基本技がいくつか使えず、テクニカルなキャラクター。ロープに振って何もせず自キャラクターにぶつけるだけでダメージ＆ダウンを奪える唯一のキャラクター。
7. TIGERMAN（タイガーマスク[要出典]）
  - 必殺技：ローリングソパット（2歩離れてキックボタン）
  - 特殊技：フライングボディアタック（コーナーポスト上でキックボタン）
  - 特徴：動きは最速であるが、耐久力は最低、攻撃力は中。基本技は全て使える。
8. U・UMA（初代上田馬之助[要出典]）
  - 必殺技：竹刀突き（場外で竹刀を取ってからパンチボタン、1ラウンドに1回しか使えない）
  - 特殊技：無し
  - 特徴：攻撃力、耐久力、動き共に中。

## 移植版
| No. | タイトル                       | 発売日    | 対応機種                                      | 開発元         | 発売元         | メディア                                                                   | 型式 | 売上本数 | 備考 |
| --- | ------------------------------ | --------- | --------------------------------------------- | -------------- | -------------- | -------------------------------------------------------------------------- | ---- | -------- | ---- |
| 1   | チャンピオンプロレススペシャル | 1985年8月 | PC-8801mkII/SR X1シリーズ(X1D使用不可)        | マイクロネット | マイクロネット | 5.25インチフロッピーディスク カセットテープ(X1のみ)                        | -    | -        | -    |
| 2   | チャンピオンプロレススペシャル | 1986年    | PC-8001mkII/SR FM-7シリーズ MZ-2000/2200/2500 | マイクロネット | マイクロネット | 5.25インチフロッピーディスク カセットテープ (PC80、MZはカセットテープのみ) | -    | -        | -    |

タイトルは『チャンピオンプロレススペシャル』だが、1985年5月に稼動開始した『チャンピオンプロレス』（セガ）とは関係ない。
アーケード版からG・BABUとUMAが削除されている。キャラクターはX1版を除くカセット版は2人、MZ-2500版は4人と仕様が異なる。また10人に勝ち抜くとエンディングとなる。
PC88版とX1版は、1枚のフロッピーディスクで両方の機種に対応していた。PC-8801mkIISR、FM-7シリーズはFM音源対応。X1はジョイスティック対応。

## その他
- 本作に使用された基板は『ロボレス2001』にも採用された[1][2]。
- 場外最上段左側からロープに振ると、キャラクターが画面を突き抜け、右側から出てくる。これを利用することで、場外でもウエスタンラリアットやアックスボンバーが出せる。

## 関連作品
- 極悪同盟 ダンプ松本（1986年）

本作と同じサンリツ電気が開発し、セガが販売したプロレスゲーム。選手が実名で登場する。